# 大丰满站
大丰满站位于吉林省吉林市丰满区，邮政编码132108。建于1938年，是曾经丰满发电厂火车专用线龙丰铁路的终点站。离龙潭山站22公里，原为中国铁路沈阳局集团有限公司管辖的一座四等站。已无列车来往，现已停止运营。

## 历史及概况
大丰满火车站位于丰满街道东侧1公里处，江东委管内。站台面积为430平方米，物资仓库面积300平方米，货物面积4746平方米。大丰满火车站是吉林铁路分局四等站，它担着丰满到各地的客运和货运任务。从蛟河、舒兰等地运进各种的煤炭。1972年被吉林铁路局命名为先进火车站。1984年被沈阳铁路局命名为文明火车站。2009年至2012年沈阳铁路局将大丰满站重新整修，木质枕木换成水泥轨枕，还铺上了新的渣石，以满足丰满大坝拆除重建的需要。自从2016年阿什站与大丰满站由于线路被吉林市绕城高速所切断，龙丰铁路停止运营，大丰满火车站也随之逐渐闲置。

## 现状
包括候车室现存一共四栋建筑。2014年8月28日，丰满发电厂厂址被吉林省人民政府批准为第七批吉林省重点文物保护单位，而大丰满火车站作为丰满发电厂专用线龙丰铁路的重要组成部分，也列入了历史建筑保护之列。